# Citharacanthus meermani
Espèce
Citharacanthus meermani est une espèce d'araignées mygalomorphes de la famille des Theraphosidae.

## Distribution
Cette espèce est endémique du Belize. Elle se rencontre aux pieds des montagnes Maya.

## Description
Le mâle holotype mesure 36,4 mm et la femelle paratype 46,0 mm.

## Étymologie
Cette espèce est nommée en l'honneur de Jan C. Meerman.

## Publication originale
- Reichling & West, 2000 : A new species of tarantula spider (Araneae, Mygalomorphae, Theraphosidae) from the Cayo District of Belize. Southwestern Naturalist, vol. 45, no 2, p. 128-132 (texte intégral).